# Philippe Christanval
Philippe Charles Lucien Christanval (31 de agosto de 1978 en París, Francia) es un exfutbolista francés que jugó como defensor en clubes como el AS Monaco, el Blackburn Rovers o el F. C. Barcelona. 
Su carrera comenzó en el AS Monaco, en 1999, donde jugó 81 partidos, anotando un gol. Aquí también ganó el título francés en su primera temporada 1999/00 e hizo varias apariciones en la UEFA Champions League.
Posteriormente, fue contratado por el FC Barcelona con un £ 6.5millones en junio de 2001. Tuvo un terrible momento a partir de entonces tratando de recuperarse a diversas lesiones, sobre todo en el 2003 cuando ficha por el Olympique de Marsella. 
Después de haber pasado más de dos semanas de prueba en el Arsenal, Arsène Wenger optó por no firmarle. Entonces fichó por el equipo rival de Londres, el Fulham. Tras su firma, Chris Coleman, exentrenador de la Real Sociedad dijo: 
"Philippe es el jugador que he estado buscando desde que soy entrenador del Fulham. Siempre le he admirado. Estuvo excelente en el Barcelona, pero luego tuvo problemas con las lesiones y perdió la confianza de los últimos entrenadores que ha tenido." 
"Él toma las decisiones correctas. Para mí los mejores defensores son los que toman más decisiones correctas que incorrectas y él encaja en esa categoría." 
En sus primeras apariciones con el Fulham, jugó en el mediocampo defensivo. Tuvo bastante éxito con una buena asociación con Papa Bouba Diop. Sus cualidades eran evidentes, en el rol de centrocampista mostró buena visión y habilidad en el pase. Su primer gol fue en un 3-3 contra el West Ham United el 13 de enero de 2006. Más recientemente se le retrasó a central y después de dos años donde jugaba con cierta regularidad dejó de entrar en las alineaciones del equipo. 
El Fulham no le renovó el contrato y fichó entonces por el Blackburn Rovers, club en el que jugó una temporada. En abril de 2009 anunció que dejaba el fútbol para dedicarse a su otra pasión: la joyería. 
El conocimiento del hobby de Philippe por parte de los aficionados al fútbol, hizo que el jugador fuera popularmente conocido como "La perla del fútbol", o "la joya del balompié".
Formó parte de la selección de Francia en el Mundial sub-20 de 1997 y para la Copa Mundial de la FIFA 2002.

## Clubes
| Club                  | País       | Año       | Partidos | Goles |
| AS Mónaco             | Mónaco     | 1999-2001 | 81       | 1     |
| FC Barcelona          | España     | 2001-2003 | 47       | 0     |
| Olympique de Marsella | Francia    | 2003-2005 | 13       | 0     |
| Fulham FC             | Inglaterra | 2005-2008 | 36       | 1     |